# Серафим (Аретинский)
Архиепископ Серафим (в миру Александр Николаевич Аретинский; 3 (15) августа 1812, Орёл — 22 апреля (4 мая) 1886, Воронеж) — епископ Русской православной церкви, архиепископ Воронежский и Задонский.
Его брат Дмитрий, в монашестве Дионисий — ректор Вятской духовной семинарии.

## Биография
Родился 3 августа 1812 года в Орле в многодетной семье диакона Крестовоздвиженской церкви Николая Фёдоровича Аретинского и его жены Анны Сергеевны.
Первоначальное образование получил дома. В 1828 поступил в Орловскую духовную семинарию, по окончании которой в 1833 году начал учиться в Киевской духовной академии. Во время учебы с разрешения Святейшего Синода 26 мая 1837 года пострижен в монашество с именем Серафима, а 30 июня того же года посвящен в иеромонахи.
По окончании Киевской духовной академии по первому разряду 5 сентября 1837 года, был оставлен в академии учителем богословских наук со степенью бакалавра; 15 декабря 1837 года утверждён в степени магистра богословия. В феврале 1838 года был определён помощником библиотекаря Киевской духовной академии, а в конце марта причислен к соборным иеромонахам Киево-Печерской лавры.
3За усердную деятельность по духовно-учебной части 1 декабря 1841 года ему было объявлено благословение Святейшего Синода; 15 июня 1842 года он был возведён в сан архимандрита с присвоением степени настоятеля третьеклассного монастыря.
С 1 июля 1842 года назначен инспектором Казанской духовной академии; 21 августа 1846 года переведён на должность ректора вновь открытой в Ставрополе Кавказской духовной семинарии.
Был переведён в Могилёв настоятелем Братского Богоявленского монастыря 20 октября 1848 года.
С 17 мая 1852 года — ректор Херсонской духовной семинарии и настоятель одесского Успенского монастыря.
Со 2 декабря 1858 года — ректор Тамбовской духовной семинарии и настоятель Козловского Троицкого монастыря.
10 января 1860 года хиротонисан во епископа Чигиринского, викария Киевской митрополии, с правом управления Златоверхим Михайловским монастырем.
С 4 января 1865 — епископ, затем с 28 марта 1871 года — архиепископ Воронежский и Задонский.
Скончался 22 апреля 1886 года в Воронеже. Погребён архиепископом Тульским Никандром (Покровским) 26 апреля 1886 года в Благовещенском соборе Митрофановского мужского монастыря.